# مشریف
مشریف (به لاتین: Məşrif) یک منطقه مسکونی در جمهوری آذربایجان است که در شهرستان سیاه‌زن واقع شده است. مشریف ۱۱۹۲ نفر جمعیت دارد.